# Карбулово
Карбулово је насеље у Србији у општини Неготин у Борском округу. Према попису из 2022. у насељу је било 268 становника (према попису из 2011. било је 364 становника, према попису из 2002. било је 520 становника a према попису из 1991. било је 608 становника).

## Положај села
Карбулово је ратарско-сточарско сеоско насеље збијеног типа удаљено 11 километра западно од Неготина. Смештено је на просечно 210 метара надморске висине, на долинској страни Јасеничке реке, десне притоке Дунава. Северна географска ширина насеља је 44° 13’ 12”, источна географска дужина 22° 25’ 59”, а површина атара 2.135 хектара. До овог насеља се може стићи директним асфалтним путем од Неготина.
Мањи део сеоског атара је на левој а знатно већи на десној страни Јасеничке реке, где захвата скоро цео горњи део косе која је између ове и Чубарске реке. Куће су на левој страни Селиштанског потока и на обема странама његове леве притоке, Требежа.

## Историја
По предању насеље је основано крајем 16. или почетком 17. века. На аустријским картама 1723-1725. године забележено је под називом Karbolova, а 1736. године као Карбалова. Село Karbulovo је забележено 1783. и 1784. године. Године 1807. помиње се „Петар Карболовски кнез“ а 1811. године Карболова. У Карбулову је 1846. године било 61, 1866. 103, а 1924. године 196 кућа. Под данашњим именом помиње се у периоду 1783-1784. године. У време Првог српског устанка 1807. године у њему је живео „Петар Карболовски кнез“. Године 1846. Карбулово је имало 61, 1866. 103 куће, а 1924. године 196 кућа.
Предање каже да су село у Селишту, које је поред пута Зајечар-Неготин, засновали досељеници из Старе Србије пре 300-400 и више година. Пошто је село било поред пута, узнемиравано је од стране Турака, преместило се у Старо Село, које је у долини Јасеничке реке, испод пута Неготин-Доњи Милановац. Како је због поплаве и малог простора то место било неподесно па се село пре 150 година преместило на данашње место.
Данашње насеље се дели на три дела: Гајанска Мала, Требеж или Иностранска Мала и Средина Села. Након Првог светског рата у њему су живеле следеће фамилије: Пржићи (слава Свети Јован), Гожобарчићи и Милутиновићи (слава Свети Јован), Иличићи (слава Свети Мрата), Босиљкићи, Цољићи и Бакићи (слава Ваведење), Швиљаци или Грујинчићи (слава Свети Никола), Јелкићи (слава Свети Јован), Кунићи (слава Ђурђевдан), Бојићи (слава Свети Стеван), Лукићи (слава Митровдан), Јерићи (слава Свети Стеван), Бугарчићи и Рашковци (слава Свети Арханђео), Матеји или Богданчићи (слава Света Параскева), Илићи (слава Ђурђевдан), Копривљани или Бркићи (слава Свети Тома), Бенински или Бенићи (слава Свети Василије), Радивојевићи (слава Света Параскева), Голубовићи (слава Света Петка), Бађини (слава Света Параскева), Кајкићи (слава Света Параскева), Мишићи (слава СветиЈован), Стојаковићи (слава Свети Јован), Станојловићи (слава Свети Василије), Јоновићи (слава Свети Алимпије) и Пауновићи (слава Митровдан).
Заветина у насељу Карбулово је Света Тројица.
Становништво Карбулова је православно, приликом пописа национално се изјашњава као српско и углавном се бави ратарством и сточарством.
Године 1921. Карбулово је имало 196 кућа и 858 становника, 1948. године 198 кућа и 910 становника, а 2002. године 256 кућа и 517 становника. Године 2007. на привременом раду у иностранству (Аустрија, Немачка, Француска) из овог насеља је 18 становника.
Четвороразредна основна школа у насељу, која постоји од 1891. године, школске 2006/2007. године је имала 15 ученика.
Земљорадничка задруга у Карбулову је основана 1930. године (обновљена 1947. године), а Сељачка радна задруга „Буково“ 1947. године (престала са радом 1953. године). Дом културе у Карбулову је направљен 1955. године, електрификација насеља је урађена 1958. године, пут асфалтиран 1978. године, а телефонска централа направљена 1980. године.

## Демографија
Према последњем попису из 2022. године у Карбулову је живело 268 становника што је за 96 мање у односу на 2011. када је на попису било 364 становника. У насељу живи 265 пунолетних становника, а просечна старост становништва износи 50,72 година (48,32 код мушкараца и 53,52 код жена).
Према подацима пописа из 2022. у насељу има 130 домаћинства, а просечан број чланова по домаћинству је 2,06 а према истом попису у насељу има 280 стамбених јединица од којих је 161 насељених.
Ово насеље је великим делом насељено Србима (према попису из 2002. године), а у последња три пописа, примећен је пад у броју становника.
|  |

| Демографија | Демографија | Демографија |
| Година      | Становника  | Становника  |
| ----------- | ----------- | ----------- |
| 1948.       | 910         |             |
| 1953.       | 871         |             |
| 1961.       | 847         |             |
| 1971.       | 789         |             |
| 1981.       | 721         |             |
| 1991.       | 608         | 595         |
| 2002.       | 520         | 528         |
| 2011.       | 364         |             |
| 2022.       | 268         |             |

| Етнички састав према попису из 2002.‍ | Етнички састав према попису из 2002.‍ | Етнички састав према попису из 2002.‍ | Етнички састав према попису из 2002.‍ | Етнички састав према попису из 2002.‍ |
| ------------------------------------ | ------------------------------------ | ------------------------------------ | ------------------------------------ | ------------------------------------ |
|                                      |                                      |                                      |                                      |                                      |
| Срби                                 | Срби                                 |                                      | 514                                  | 98,84%                               |
| Власи                                | Власи                                |                                      | 1                                    | 0,19%                                |
| Бугари                               | Бугари                               |                                      | 1                                    | 0,19%                                |
| Југословени                          | Југословени                          |                                      | 1                                    | 0,19%                                |
| непознато                            | непознато                            |                                      | 2                                    | 0,38%                                |

| Година пописа     | 1948. | 1953. | 1961. | 1971. | 1981. | 1991. | 2002. |
| ----------------- | ----- | ----- | ----- | ----- | ----- | ----- | ----- |
| Број домаћинстава | 198   | 201   | 190   | 187   | 170   | 153   | 155   |

| Број чланова      | 1  | 2  | 3  | 4  | 5  | 6  | 7 | 8 | 9 | 10 и више | Просек |
| ----------------- | -- | -- | -- | -- | -- | -- | - | - | - | --------- | ------ |
| Број домаћинстава | 32 | 35 | 23 | 20 | 16 | 17 | 9 | 3 | 0 | 0         | 3,35   |

| Пол    | Укупно | Неожењен/Неудата | Ожењен/Удата | Удовац/Удовица | Разведен/Разведена | Непознато |
| ------ | ------ | ---------------- | ------------ | -------------- | ------------------ | --------- |
| Мушки  | 231    | 49               | 154          | 18             | 10                 | 0         |
| Женски | 243    | 27               | 155          | 56             | 5                  | 0         |
| УКУПНО | 474    | 76               | 309          | 74             | 15                 | 0         |

| Пол    | Укупно                    | Пољопривреда, лов и шумарство | Рибарство                            | Вађење руде и камена | Прерађивачка индустрија       |
| ------ | ------------------------- | ----------------------------- | ------------------------------------ | -------------------- | ----------------------------- |
| Мушки  | 128                       | 92                            | 0                                    | 0                    | 11                            |
| Женски | 94                        | 79                            | 0                                    | 0                    | 2                             |
| УКУПНО | 222                       | 171                           | 0                                    | 0                    | 13                            |
| Пол    | Производња и снабдевање   | Грађевинарство                | Трговина                             | Хотели и ресторани   | Саобраћај, складиштење и везе |
| Мушки  | 5                         | 3                             | 8                                    | 1                    | 2                             |
| Женски | 0                         | 0                             | 4                                    | 3                    | 0                             |
| УКУПНО | 5                         | 3                             | 12                                   | 4                    | 2                             |
| Пол    | Финансијско посредовање   | Некретнине                    | Државна управа и одбрана             | Образовање           | Здравствени и социјални рад   |
| Мушки  | 0                         | 0                             | 1                                    | 2                    | 0                             |
| Женски | 0                         | 1                             | 0                                    | 2                    | 0                             |
| УКУПНО | 0                         | 1                             | 1                                    | 4                    | 0                             |
| Пол    | Остале услужне активности | Приватна домаћинства          | Екстериторијалне организације и тела | Непознато            | Непознато                     |
| Мушки  | 0                         | 0                             | 0                                    | 3                    | 3                             |
| Женски | 0                         | 0                             | 0                                    | 3                    | 3                             |
| УКУПНО | 0                         | 0                             | 0                                    | 6                    | 6                             |

Податке о насељима сакупио МИОДРАГ ВЕЛОЈИЋ, дипл. географ радник Историјског архива Неготин